# فلاديمير ليسينكو
فلاديمير ليسينكو (بالأوكرانية: Лисенко Володимир Володимирович)‏ (20 أبريل 1988 بكييف في أوكرانيا - ) هو لاعب كرة قدم أوكراني في مركز الهجوم. شارك مع منتخب أوكرانيا تحت 17 سنة لكرة القدم ومنتخب أوكرانيا تحت 19 سنة لكرة القدم ومنتخب أوكرانيا تحت 21 سنة لكرة القدم. أما مع النوادي، فقد لعب مع أرسنال كييف ودينامو كييف ونادي فولين لوتسك ونادي ميتاليست خاركيف وFC Sevastopol ‏ وFC Dynamo-2 Kyiv ‏ وأولمبيك دونيتسك وهوفيرلا أوجهورود ‏ وكريفباس كريفي ريه ‏.

## وصلات خارجية
- فلاديمير ليسينكو على موقع اتحاد أوكرانيا (الإنجليزية)
- فلاديمير ليسينكو على موقع قاعدة بيانات كرة القدم.إي يو (الإنجليزية)
- فلاديمير ليسينكو على موقع Soccerway.com (الإنجليزية)
- فلاديمير ليسينكو على موقع عالم كرة القدم.نت (الإنجليزية)